# 장수 미륵암 석불좌상
장수 미륵암 석불좌상은 대한민국 전북특별자치도 장수군에 있는 석불이다. 2005년 12월 16일 전라북도의 유형문화재 제206호로 지정되었다.

## 역사
미륵암이 창건된 시기인 1910년 세워져 1980년 중창되었다고 한다. 이 장소에 조선 말기 숙운암(宿雲庵)이라는 암자가 존재했다고 전해진다. 기존에는 미륵암 대웅전에 위치해 있었다. 2011년 미륵암 대웅전이 화재로 전소되면서 가건물에 모셔졌다. 명칭은 미륵암마애불좌상이라고도 하며 미륵암에서 소유하고 있다. 전설이 있는데 나라의 길흉에 따라 석불의 색이 변한다는 내용이다.

신라 혹은 고려시대 유물로 화강암에 조각된 미륵불이다. 미륵불로 불리고 있지만 뒷받침할 자료는 없다. 화강암 표면을 평평히 다듬고 나뭇잎 모양으로 조각했다. 윗부분은 뾰족하고 얕은 부조로 조각했다. 암질이 딱딱한 화강암의 특성 때문이다.

눈, 코, 입의 형태가 뚜렷하지 않지만 –자의 가늘게 뜬 눈이다. 백호는 보이지 않는다. 귀는 어깨에 닿을 만큼 길고 크다. 목은 짧고 삼도가 확실히 보인다. 얼굴은 둥글넓적하고 민머리로 육계가 크고 몸이 왜소한 편이다. 광배의 크기는 정확히 알 수 없으나 주형거신광으로 크기가 상당했을 것이다. 광배에는 2겹씩의 두광과 신광을 외연부에는 화염무늬를 조각했다. 대좌의 연꽃 모양은 꽃잎을 위로한 앙련좌로 화려하다.

대의는 아쇼카식 통견이다. 큰 U자형으로 가슴 아래를 두르고 있고 어깨 위로 접힌 흔적이 있다. 타작은 타원형 옷주름이 양 다리에서 반복되다가 발목에서 끝났다. 군의 자락은 이 아래에 있다. 가슴과 둥근 어깨, 두 팔의 영감이 표현되지 않아 명확하지 않다.

다리는 결가주좌하고 다리의 폭이 넓어 안정감있다. 오른손은 가슴 앞에서 들고 왼손은 무릎 위에 올려놓았다. 오른손은 엄지와 검지를 맞대고 새끼손가락은 바깥쪽으로 폈다.

## 참고 자료
- 전라북도 토탈관광
- 두산백과
- 한국민족문화대백과
- 미륵암석불좌상 - 국가유산청 국가유산포털